# エンマ・フォン・アンハルト＝ベルンブルク＝シャウムブルク＝ホイム
エンマ・フォン・アンハルト＝ベルンブルク＝シャウムブルク＝ホイム（Emma von Anhalt-Bernburg-Schaumburg-Hoym, 1802年5月20日 - 1858年8月1日）は、ヴァルデック＝ピルモント侯ゲオルク2世の妃。

## 生涯
エンマはアンハルト＝ベルンブルク＝シャウムブルク＝ホイム侯ヴィクトル2世とその妃でナッサウ＝ヴァイルブルク侯カール・クリスティアンの娘であるアマーリエの間に生まれた。四人姉妹の三女で、姉妹たちと一緒にアンハルト地方のホイムの宮廷で恵まれた少女時代を送った。
1812年に父と大叔父のフリードリヒが相次いで死んでアンハルト＝ベルンブルク＝シャウムブルク＝ホイム侯家の男系が絶えた際、四姉妹は侯領の一部ホルツァッペル伯爵領とシャウムブルクを相続した。しかしこの女子相続の不法性を巡って1828年に本家アンハルト＝ベルンブルク家との間で争われた裁判では、姉妹たちに不利な判決が出ている。
エンマは1823年6月26日、ヴァルデック侯ゲオルク2世と結婚した。1845年に夫が死ぬと、エンマはその遺言により、未成年の後継ぎ息子に代わって国務を遂行すべくヴァルデック侯国の摂政に就任した。エンマは同国の最高権力者として、ヴァルデックの軍隊を同盟軍としてプロイセン軍に派遣参加させることを決め、プロイセンへの従属度を非常に深めた。1848年革命が勃発した際に新しく招集されたヴァルデックの領邦議会の全会一致の決議により、エンマは侯国摂政としての権力を失った。
エンマの摂政時代は、ヴァルデック侯国にとってその国家形態が完全に作り変えられた最も重要な時代だったとされている。

## 子女
夫ゲオルク2世との間に三男二女をもうけた。
- アウグステ（英語版）（1824年 - 1893年）- シュトルベルク＝シュトルベルク伯アルフレートと結婚
- ヨーゼフ（1825年 - 1829年）
- ヘルミーネ（英語版）（1827年 - 1910年）- シャウムブルク＝リッペ侯アドルフ1世ゲオルクと結婚
- ゲオルク・ヴィクトル（1831年 - 1893年）- ヴァルデック侯
- ヴォルラート（1833年 - 1867年）